# Живко Шуменов
Живко Кръстев Шуменов е български общественик и емигрантски деец, член на Македонската патриотична организация.

## Биография
Живко Шуменов е роден в ресенското село Дупени, тогава в Османската империя, днес в Гърция. Баща му е убит като въстаник през Илинденско-Преображенското въстание от 1903 година. Живко Шуменов се установява в Албания като политически бежанец, заради което семейството му е изгонено от сръбските власти от Дупени в България. Живко Шуменов става член на Ресенското братство на Съюза на македонските емигрантски организации. Емигрира в САЩ през 1931 година, първо се установява в Ню Йорк, където е член и секретар на МПО „Илинден“, а през 1933 година се премества в Лакавана, където членува в МПО „Йордан Гюрков“. Съпругата му Менка Шуменова от Покървеник членува в Македонския женски съюз, а през 1936 година с дъщерите си Симеонка и Радка пристигат в Лакавана.